# Ansiea
Ansiea es un género de arañas cangrejo de la familia Thomisidae. Fue descrito por el aracnólogo finés Pekka T. Lehtinen en 2005.
Aparece registrado en una sección de la publicación Taxonomic notes on the Misumenini (Araneae: Thomisidae: Thomisinae), primarily from the Palaearctic and Oriental regions 1, 147-184 de 2004.

## Especies
- Ansiea buettikeri (Dippenaar-Schoeman, 1989)
- Ansiea tuckeri (Lessert, 1919)
- Ansiea tuckeri (Bacelar, 1958)